# 王力平 (政治人物)
王力平（1940年3月—2021年11月25日），四川安岳人，中华人民共和国政治人物。

## 生平
毕业于黑龙江科技大学、黑龙江大学。后留校任职。1978年至1979年，改任上海机械学院电机系教师。1979年至1983年担任上海工业大学教师、电子计算机工程系副主任。1983年，任上海工业大学党委副书记。1986年，任中共上海市委常委、秘书长。1992年，升任中共上海市委副书记。1998年，担任上海市政协副主席、主席。
2021年11月25日，在上海华东医院逝世。